# Rue Cail
Die Rue Cail ist eine Straße im Quartier Saint-Vincent-de-Paul des 10. Arrondissements in Paris.

## Verlauf
Die Rue Cail verläuft von Osten nach Westen, beginnend beim Haus Nr. 19 der Rue Philippe-de-Girard, die sich hier mit der Rue Louis-Blanc am Place T/10 kreuzt. Die Rue Cail endet nach 167 Metern in Höhe der Nr. 212 der Rue du Faubourg-Saint-Denis und der Nr. 2 in der Rue Perdonnet. Die Rue Cail, die zwischen den Gleisen der beiden Bahnhöfe, des Gare de l’Est und des Gare du Nord, verläuft, kreuzt in ihrem Verlauf keine andere Straße.

## Geschichte
Die Straße wurde 1868 fertiggestellt und sie trägt den Namen des französischen Unternehmers Jean-François Cail (1804–1871), der sich durch besonderen Patriotismus auszeichnete. Der französische Unternehmer und Industrielle in Zuckerfabriken und Eisenbahnausrüstungen hatte in dieser Straße Wohnungen für seine Arbeiter am Gare du Nord errichtet.
Die einheitliche Bebauung, mit sechsstöckigen Häusern und sich abwechselndem Fassadenschmuck, ist aus der Entstehungszeit der Straße erhalten geblieben. Die meisten Geschäfte der Straße sind indische oder sri-lankische Restaurants, Lebensmittelgeschäfte oder Läden, da sich die Straße inmitten eines Gebietes befindet, das manchmal «Little Jaffna» genannt wird und in dem eine starke sri-lankische–tamilische Gemeinschaft lebt.

## Sehenswürdigkeiten
- Nr. 8: Geburtshaus des Fliegers und Kriegshelden (Erster Weltkrieg) Charles Nungesser (1892–1927)[3]
- Nr. 10: Der Maler Paul Gauguin wohnte hier mit seinem Sohn Clovis in den 1880er Jahren.[4][A 1]
- Nr. 24: Die ehemalige Pferdemetzgerei an der Ecke Rue Cail und Rue Perdonnet ist seit 1984 als Baudenkmal (Monument historique) geschützt.[5]

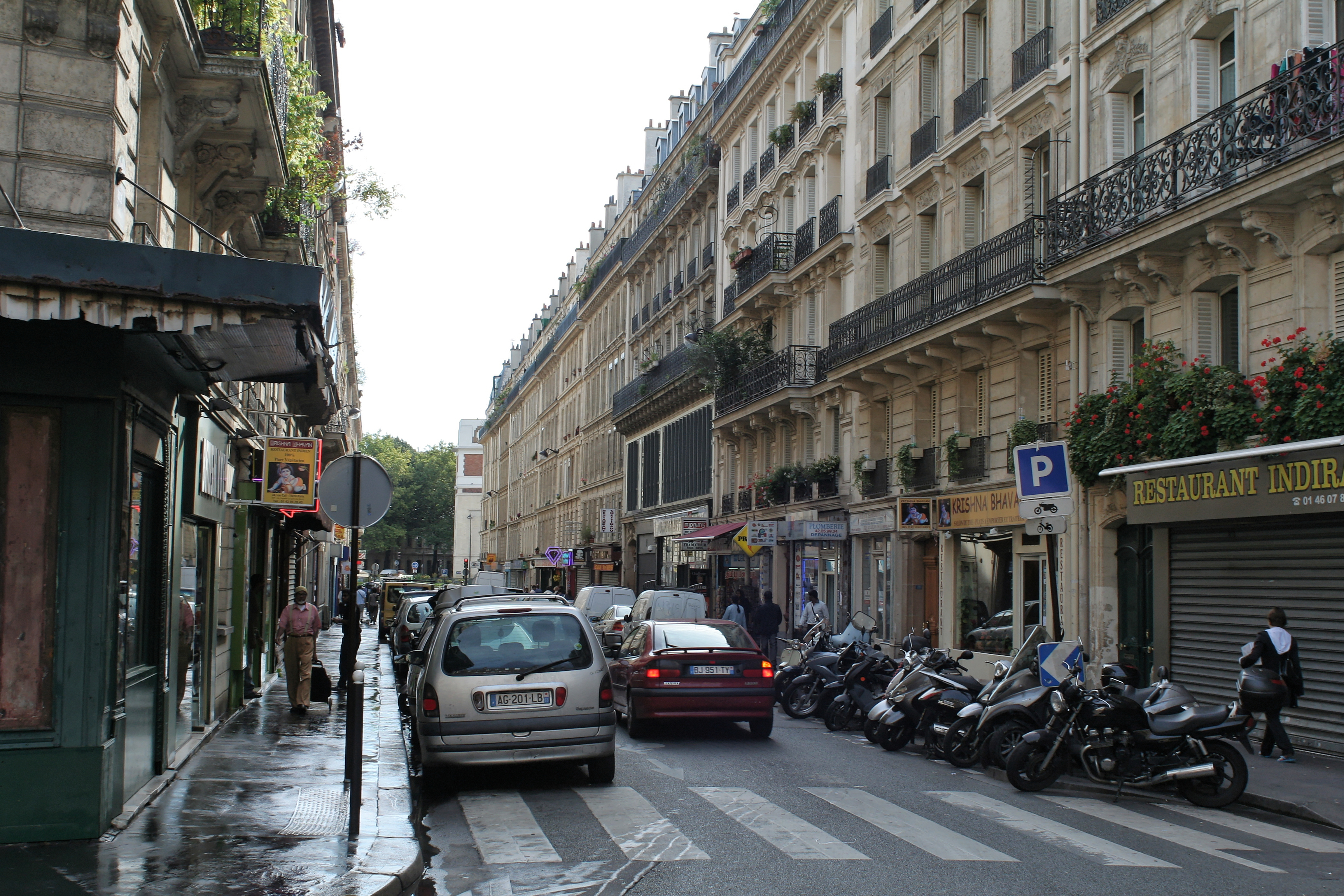
Rue Cail, nördliche Seite (rechts)
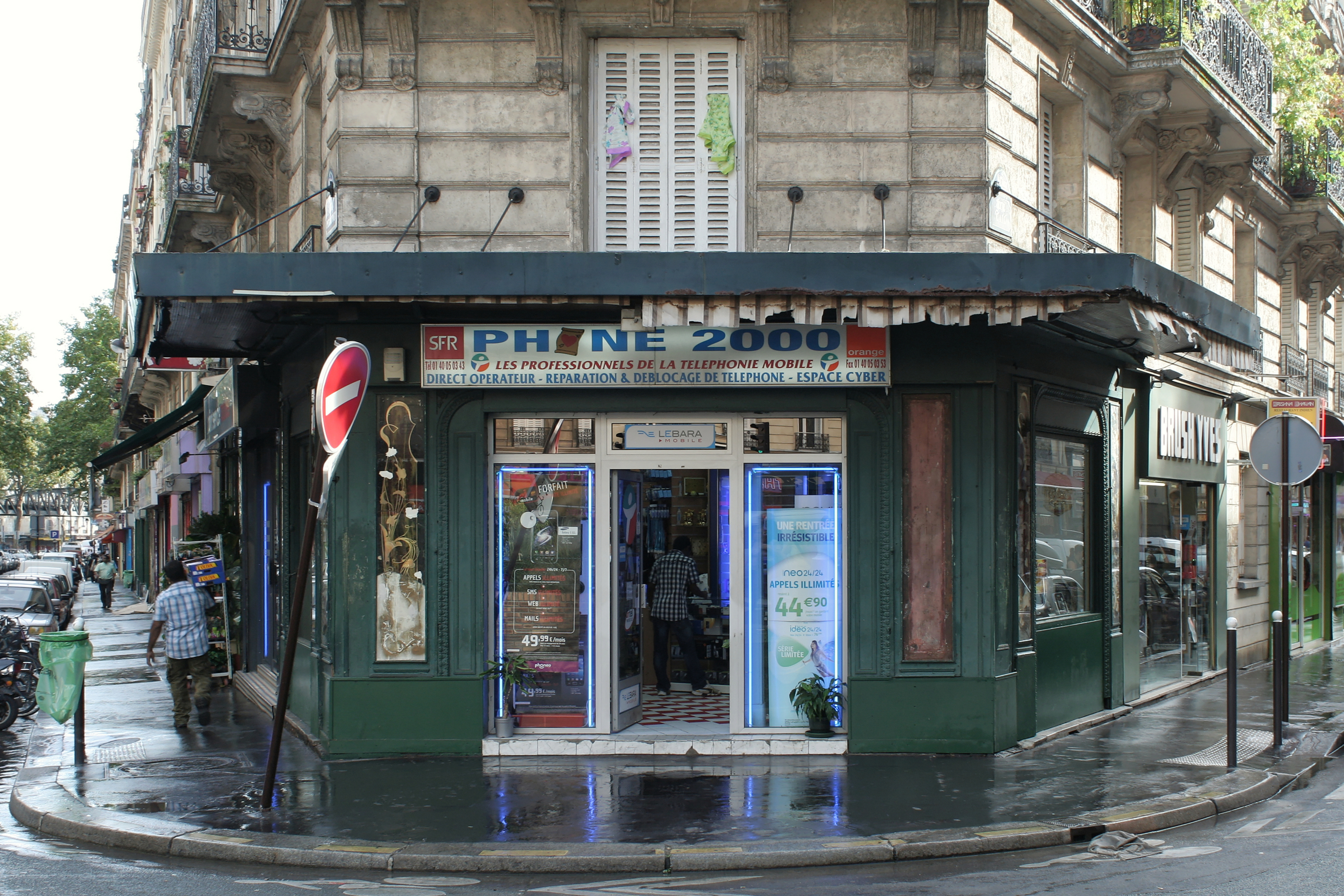
Ehemalige Pferdemetzgerei, links Rue Perdonnet und rechts Rue Cail

## Anmerkung
1. ↑  Paul Gauguin (1848–1903) malte in seinen frühen Werken zwei Gemälde, Les Usines Cail et le quai de Grenelle (1875) und Le Pont roulant au bord de la Seine, mit den Cail-Fabriken und dem Quai de Grenelle im Hintergrund, in einer Reihe von Gemälden, die um sein damaliges Wohnhaus in der Pariser Rue de Chaillot 54 herum entstanden. Die erwähnten Cail-Fabriken waren die der Firma Société J.F Cail & Cie, die von Jean-François Cail, dem Mann, der der Straße, in der Gauguin einige Jahre später lebte, seinen Namen gab, gegründet wurde.